# David i Goliat (Antoni Llena)
David i Goliat és una escultura de l'artista Antoni Llena i Font inaugurada el 1992 al Parc de les Cascades de la Barceloneta.
L'obra consisteix en una gran careta blanca quadrada que se sosté en l'aire per tres potes metàl·liques retorçades. Segons l'artista, simbolitza el contrast entre el desaparegut barri del Somorrostro, que es trobava en aquesta zona i que estava molt degradat, amb la nova Vila Olímpica construïda arran dels Jocs Olímpics de 1992, convertida en un barri residencial d'alt nivell.

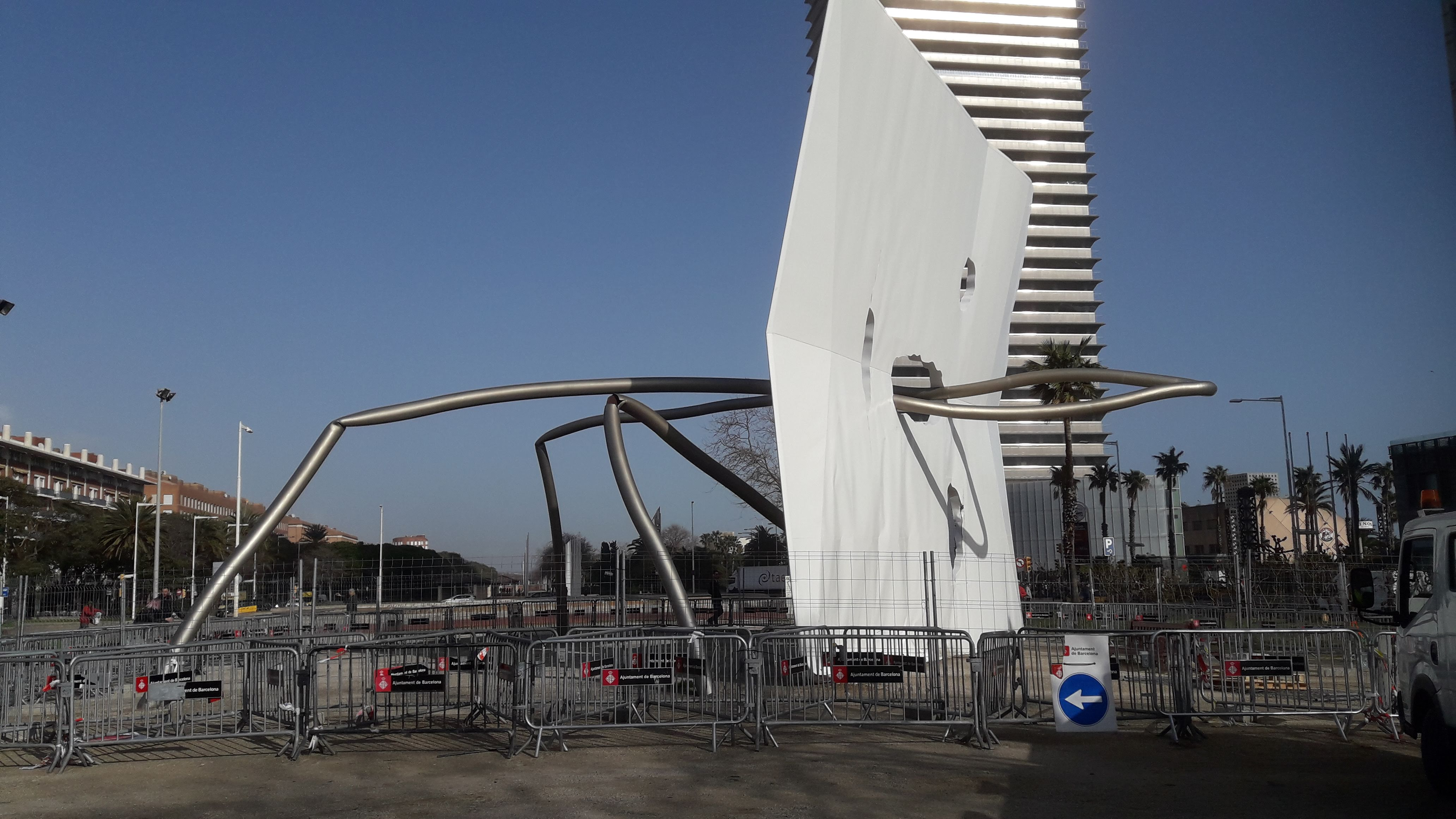
L'escultura el dia després del pas de la tempesta Glòria

Va ser tombada pels forts vents del temporal Gloria el 21 de gener de 2020 i aixecada de nou el 21 de juny de 2021, després de ser restaurada in situ, en uns treballs dirigits per l'escultor Pere Casanovas.